# كهف الزرانيج
كهف الزرانيج أو طور محنا هو كهف يقع في شبه جزيرة سيناء، اكتشفه سامر صمويل في عام 2020، والطريق إليه شديد الوعورة 

## نبذة
يحتوي كهف الزرابيج على رسوم صخرية ترجع إلى عشرة آلاف عام. يبلغ عمقه نحو 3 أمتار، وعرضه أكثر من عشرين متر، وارتفاعه 3.5 متر، يحتوي على رسوم باللون الأحمر، ورسوم أخرى بالحز والكحت على الحجر، ولكنها قليلة بالنسبة لعدد الرسوم الملونة، والرسوم معظمها على سقف المأوى، وبعضها على كتل متساقطة من السقف، المكان مملوء بروث حيوانات.
قسمت الرسوم لثلاث مجموعات. المجموعة الأولى: هي الأقدم، وتتميز بلون الصخر الداكن، وعليها رسم لحيوانات، وتتميز بالأسلوب المصمت والتناسق في جسم الحيوان، واللون الأحمر الداكن الثقيل، ويمكن تمييز خمسة حيوانات: وهي الجمل والحمار والكلب والغزلان والأيائل، مجموعة من الكفوف الآدمية على السقف، ومجموعة أخرى على صخرة في وسط الكهف. والمجموعة الثانية: هي أحدث وترجع للعصر النحاسى، وتتميز بمناظر لسيدات بجانب مناظر لحيوانات وهي حيوانات النعامة والغزال. بينما المجموعة الثالثة: تصور أشخاصًا بهودج الأبل.